# Stazione di Homerton
La stazione di Homerton è una stazione della ferrovia North London a servizio del quartiere omonimo, nel borgo londinese di Hackney.

## Movimento
L'impianto è servito dai treni della relazione Stratford-Richmond/Clapham Junction della London Overground, erogati da Arriva Rail London per conto di Transport for London.